# Ro van Oven
Rosette Judica (Ro) van Oven (Amsterdam, 6 augustus 1885 – Málaga, 22 april 1969) was een Nederlands feministe, schrijfster, vertaalster, kunsthistorica en journaliste. Ze werkte onder haar eigen naam en onder het pseudoniem A. Muermans. Van Oven was één van de eerste Nederlandse vrouwen die aan het begin van de twintigste eeuw als journalist werkte. Ze schreef onder meer stukken voor de Haagsche Post, de Amsterdammer, Eigen Haard, de Telegraaf,  Elsevier's Geïllustreerd Maandschrift en NRC.

## Jeugd
Van Oven werd geboren op 6 augustus 1885 in Amsterdam. Ze was de dochter van Levie van Oven (1848-1934) en Vrouwtje Kalker (1854-1942). Van Oven groeide op in een redelijk welgesteld orthodox-Joods gezin. Haar vader was werkzaam als commissionair in effecten en vanaf 1900 was hij regent van het Nederlandsch Israëlitisch Jongensweeshuis. Het gezin verhuisde in 1893 naar Hilversum waar Van Oven de lagere school bezocht. Ze voelde zich niet thuis op deze school, vanwege haar religieuze achtergrond mocht ze op Joodse feestdagen en zaterdagen niet naar school en kreeg zij religieus onderwijs. In haar vrije tijd was Van Oven actief met sporten, ze deed onder meer aan dansen, zwemmen, fietsen, schaatsen, tennissen en turnen.

## Studie en loopbaan
In 1902 keerde het gezin terug naar Amsterdam, waar Van Oven het gymnasium bezocht. In 1905 behaalde Van Oven haar gymnasium A-diploma en koos zij voor een studie Nederlands aan de Gemeenteuniversiteit van Amsterdam. Tijdens haar studententijd was ze aangesloten bij de Nederlandsche Zionistische Studenten-Organisatie.
In 1909 behaalde Van Oven haar kandidaatsexamen, maar besloot haar studie niet voort te zetten. Ze vond een baan bij een antiquariaat en hield zich daarnaast bezig met vertaalwerk. In 1912 ging Van Oven aan het werk als tweede secretaresse. Ze was werkzaam voor de subcommissie voor Industrie, Handel en Landbouw der Historische Commissie van de tentoonstelling ‘De Vrouw 1813-1913’. Voor deze tentoonstelling schreef ze het boekje Vrouwenarbeid voor honderd jaar.
In diezelfde periode schreef Van Oven haar eerste artikel voor een tijdschrift. Deze verscheen in De Vrouw en haar Huis, een damesblad dat werd uitgegeven door Elis Rogge. Daarna schreef ze ook enkele stukken voor de Haagsche Post, De Amsterdammer en Eigen Haard. In diezelfde periode sloot Van Oven zich aan bij de Nederlandsche Bond voor Vrouwenkiesrecht.
In 1911 had Van Oven zich verloofd met Alex van Spiegel. Van Spiegel was de broer van een vriendin van Van Oven. Van Spiegel overleed plotseling in 1915. Van Oven was op dat moment dertig jaar oud en besloot vanaf dat moment 'zelfstandig en vrij' te zijn en te voorzien in haar eigen levensonderhoud. Van Oven vond een baan bij de kunstreactie van de Telegraaf. In maart 1916 verliet zij het ouderlijk huis en betrok zij een woning aan de Den Texstraat in Amsterdam. In 1919 kreeg zij een relatie met de getrouwde kunstenaar en grafisch vormgever Pieter Willem van Baarsel. Van Baarsel was op dat moment werkzaam bij het Rijksprentenkabinet. In 1920 raakte Van Oven zwanger van hem en vertrok zij naar Parijs. Aan de Montmartre waar Van Oven woonde werd in december 1920 hun zoon Peter geboren. In 1921 keerde Van Oven met hun zoon terug naar Amsterdam. Tijdens hun relatie gebruikte Van Oven zowel haar eigen naam als de naam van haar partner.
In de jaren '20 en '30 van de twintigste eeuw schreef Van Oven diverse stukken voor Elsevier's Geïllustreerd Maandschrift, Op de Hoogte, NRC, Het Vaderland, De Vrijdagavond, Maandblad voor Beeldende Kunsten, Vragen van den Dag en De Huishouding. In 1928 werd Van Oven hoofdredactrice van het tijdschrift Buiten. Midden jaren '30 trok Van Baarsel in bij Van Oven. Zij zijn nooit officieel gehuwd en Van Oven omschreef hun relatie als een ‘vrij huwelijk’. In 1936 verscheen haar eerste historische roman Hendrickje Stoffels dat zij schreef over de geliefde van Rembrandt. Het is mogelijk dat Van Oven zich verbonden voelde met Stoffels, aangezien Stoffels de ongehuwde moeder van het kind van Rembrandt was.
Tijdens de Tweede Wereldoorlog trok Van Oven zich vanwege haar Joodse achtergrond steeds verder terug uit het openbare leven. In 1941 verscheen haar boek Het huis aan de kade over het Rijksmuseum dat werd uitgebracht onder het pseudoniem A. Muermans. In juli 1943 verhuisde Van Oven zonder Van Baarsel naar de Deurloostraat en is daarna waarschijnlijk ondergedoken. Ze werd door de verzetsgroep B² C² tijdens de hongerwinter bijgestaan met voedselhulp. De verzetsgroep hielp hoofdzakelijk mensen uit de culturele sector.
Na de bevrijding keerde Van Oven terug naar Amsterdam en trok ze opnieuw in bij Van Baarsel. Van Baarsel overleed in 1949. Na zijn dood bleef Van Oven de naam 'R.J. van Baarsel-van Oven' gebruiken.
In 1946 verscheen haar novelle Confrontatie met de vrijheid. Van Oven sloot zich in de jaren '50 aan bij de Vereniging van Letterkundigen, schrijversvereniging PEN en de Maatschappij der Nederlandse Letterkunde. In 1952 bracht Van Oven haar roman Judith Leyster uit over de Nederlandse schilderes Judith Leyster. Naast literaire werken bleef Van Oven zich ook bezig houden met het schrijven van artikelen voor tijdschriften. Ze schreef onder meer stukken over vormgeving voor het katholieke tijdschrift De Linie. In 1956 trad zij op het boekenbal samen met Mies Bouhuys, Harriët Freezer en Harry Mulisch op in een toneelstuk genaamd Het geheim van den Idioot.
Van Oven verhuisde in 1963 naar Amersfoort. Ze had de ziekte van Paget en was om die reden slecht ter been. Kort na haar verhuizing naar Amersfoort verhuisde ze naar een zorginstelling in Soestdijk. Van Oven overleed tijdens haar vakantie in Málaga op 22 april 1969. Ze werd gecremeerd in Driehuis-Westerveld.

## Feminisme
Van Oven werkte in 1929 en 1930 mee aan Het vrouwenjaarboek. Ook was ze tijdens het kinder- en het vrouwenuurtje te horen op de radio en gaf ze lezingen. Van Oven schreef hoofdzakelijk over kunst en woninginrichting, maar ook over vrouwenrechten. Daarnaast schreef ze enkele recensies voor kinderboeken en was ze werkzaam als (rechtbank)verslaggever. Van Oven was betrokken bij de Vereeniging voor Werkende Vrouwen en maakte in 1933 een reis naar Hongarije. Ze schreef enkele stukken over de positie van de vrouw in Hongarije waarvoor ze in 1936 de Pro Deo et Patria-medaille ontving. Vanaf datzelfde jaar was Van Oven betrokken bij de bibliotheekcommissie van de Nederlandsche Vrouwenclub (NVC). Bij de NVC gaf zij cursussen over woninginrichtingen en 'culturele en sociale toestanden'. In 1950 vertrok Van Oven een aantal maanden naar de Verenigde Staten. Via de Nederlandsche Vrouwenclub kwam ze in contact met de General Federation of Women's Clubs. Ze schreef over haar ervaringen in de Verenigde Staten in het mededelingenblad van Vrij Nederland.
Volgens Van Oven was zij feministe ‘uit de noodzakelijkheid mezelf als mens te kunnen handhaven en als moeder voor mijn kind zelf te kunnen en mogen zorgen’.

## Werken
- Vrouwenarbeid voor honderd jaar (1912)[3]
- Hendrickje Stoffels (1936)[8]
- Op den dam no. 1 (1939)[9]
- Tesseltje (1939)[7]
- Het moet (1940)[7]
- Het huis aan de kade: de roemvolle historie van het Rijksmuseum te Amsterdam en van al die zaken, waarin een klein volk groot kan zijn (1941) onder het pseudoniem A. Muermans[10]
- Confrontatie met de vrijheid (1946)[7]
- Een kind wordt geboren (1948)[7]
- Judith Leyster (1952)[6]

- Biografisch Portaal: 65715240
- Digitale Bibliotheek voor de Nederlandse Letteren: oven001
- International Standard Name Identifier: 0000 0004 5752 9204
- Library of Congress Control Number: no2016017738
- Nederlandse Thesaurus van Auteursnamen: 070160678
- RKD-Nederlands Instituut voor Kunstgeschiedenis: 362264
- Virtual International Authority File: 586145858096723022265
- WorldCat: E39PBJh4BrftKGdytvJ3VWhGpP